# Dean Lewis
Dean Lewis Grant Loaney, född 21 oktober 1987 i Sydney i New South Wales, är en australisk singer-songwriter inom genren pop. Han är mest känd för sina singlar "How do i say goodbye" ("Most Performed Australian Work and Most Performed Pop Work" (2024) "Waves" (2016) och "Be Alright" (2018). Den sistnämnda låten har bland annat placerat sig som topp 5 i Nya Zeeland, Sverige och Irland.
Dean Lewis har (augusti 2024) släppt två studioalbum vid namn A Place We Knew (2019) och The Hardest Love (2022), och planerade att släppa ett tredje studioalbum vid namn The Epilogue hösten 2024. Hösten 2022 gästade han Sverige och TV-programmet Idols artonde säsong, där han framförde en duett tillsammans med femtepristagaren Luka Nemorin, och sjöng "Be Alright".